# مايك ستيفنز
مايك ستيفنز (بالإنجليزية: Mike Stevens)‏ هو محامي وسياسي أمريكي، ولد في 24 يناير 1953. حزبياً، نشط في الحزب الجمهوري. وقد انتخب عضو داكوتا الجنوبية البيت النواب (11 يناير 2013 – ).